# Levallois-Perret
Levallois-Perret là một xã trong vùng đô thị Paris, thuộc tỉnh Hauts-de-Seine, vùng hành chính Île-de-France của nước Pháp, có dân số là 60.900 người (thời điểm 2004).

## Những người con của thành phố
- Louis Trousselier, vận động viên đua xe đạp (1881-1939)
- Georges Migot, họa sĩ và nhà thơ (1891-1976)
- Jean-Patrick Capdevielle, ca sĩ (sinh 1945)
- Pascal Lamy, Ủy viên Liên minh châu Âu (sinh 1947)
- Olivier Besancenot, chính trị gia cánh tả (sinh 1974)